# Java Authentication and Authorization Service
 (septembre 2023).
Java Authentication and Authorization Service (JAAS) est un framework de sécurité de Java. Depuis la version 1.4 de l'Environnement d'exécution Java (JRE) [Quand ?], il est intégré à celui-ci.
Il permet l'authentification des utilisateurs ou des bibliothèques utilisées dans une application Java, et d'y associer des permissions (autorisations).